# Vyshgorod
Výshgorod ó Výshhorod (en ucraniano Ви́шгород, en ruso Вы́шгород) es una ciudad en el  óblast de Kiev en Ucrania, al norte de Kiev, situada a lo largo del río Dniéper. Es el centro administrativo del raión de Výshgorod. Su población es de aproximadamente 28,224  (2017).
Výshgorod es una ciudad histórica y actualmente un centro industrial y ciudad dormitorio de Kiev.

## Geografía y clima
Výshgorod está localizado junto al  río Dniéper, contiguo al embalse de Kiev.

## Historia

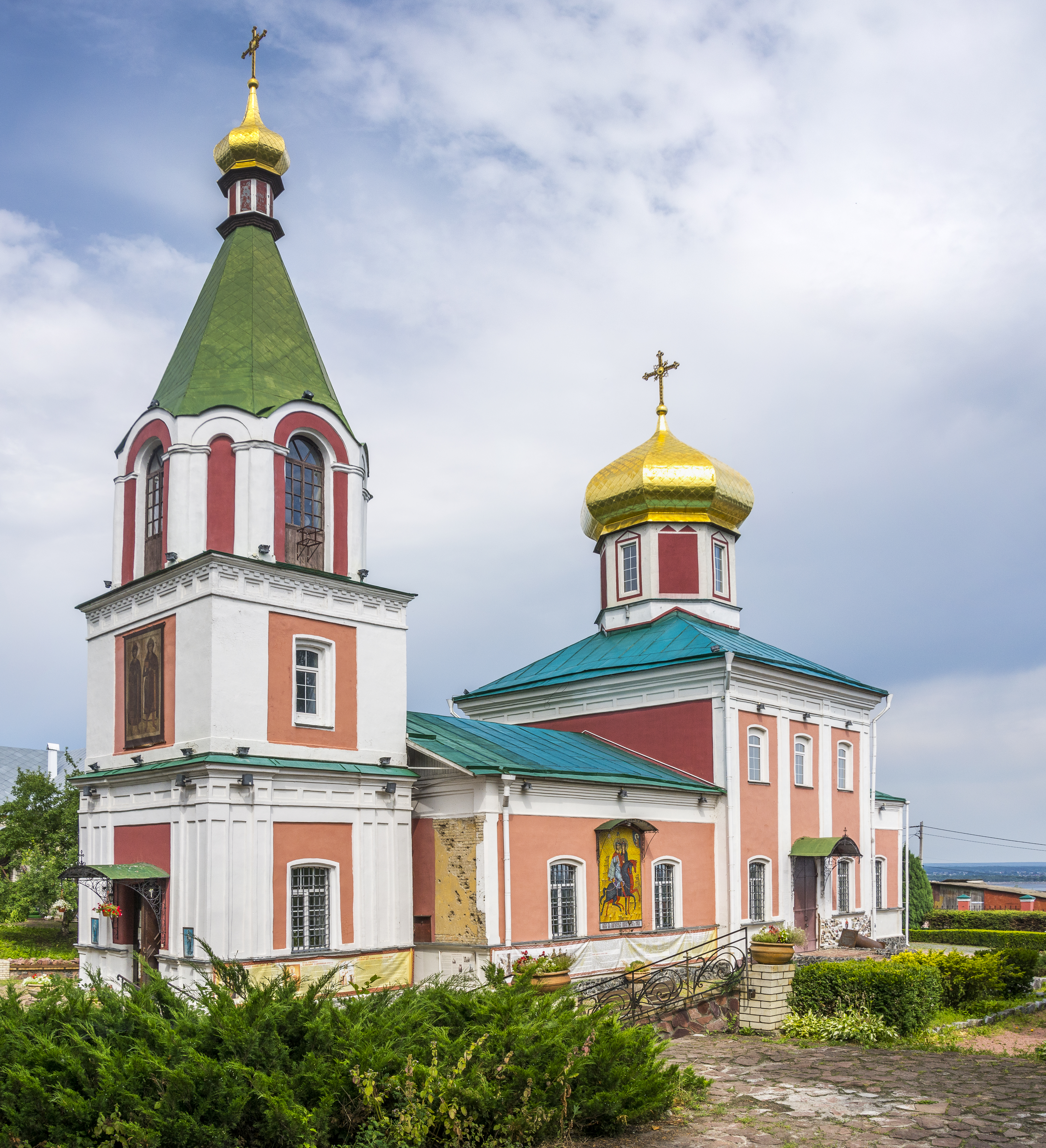
Iglesia Borysohlebska (de Borís y Gleb)

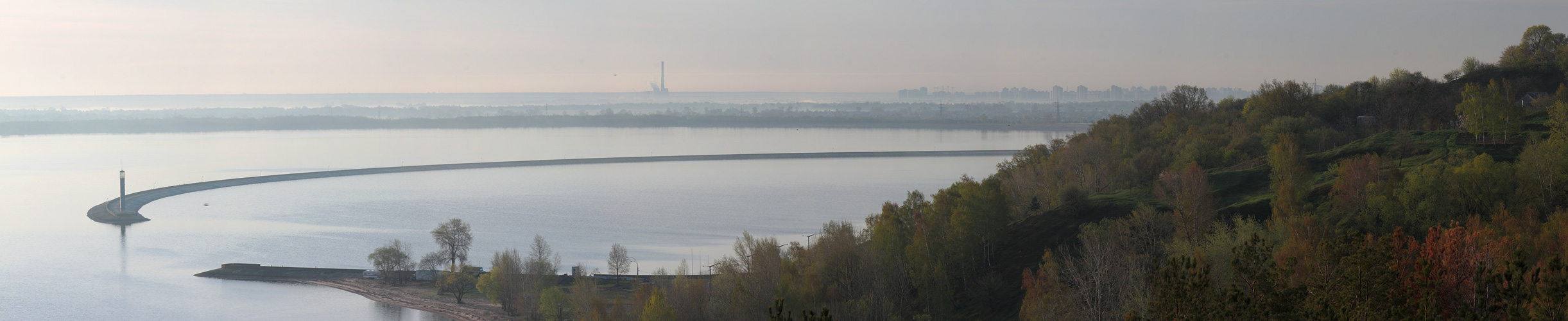
Vista del embalse de Kiev desde Výshgorod

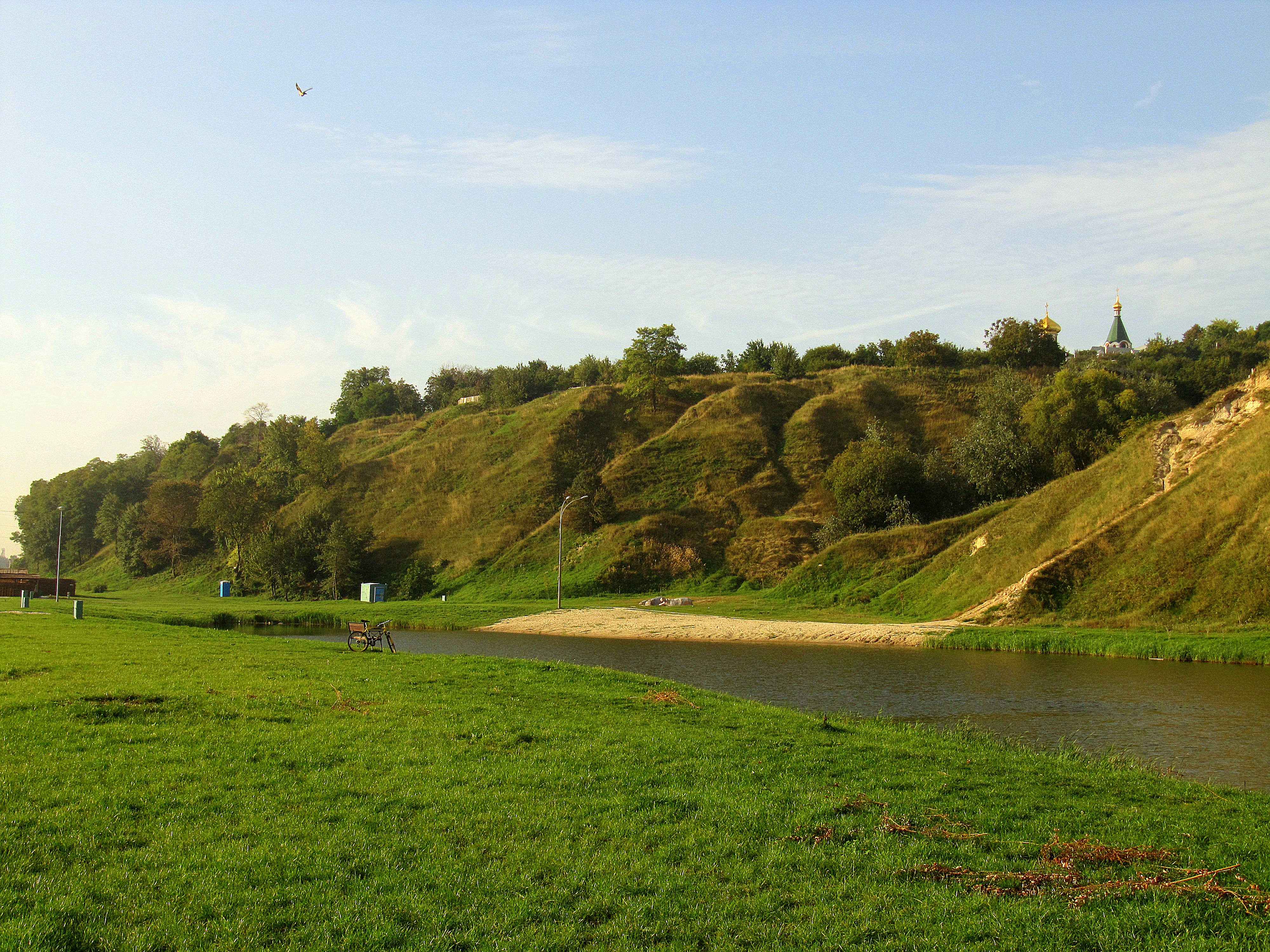
Restos de las murallas de Výshgorod

La primera cita histórica de Výshgorod ( "la ciudad de arriba") data del 946,  descrito como la residencia favorita de Santa Olga. También es mencionado en De Administrando Imperio, como castillo y residencia de los monarcas de Rus de Kiev en el río Dniéper, hasta que en 1240, fueron expulsados por los mongoles. En Výshgorod Vladímir el Grande (reinado 980 a 1015) mantuvo un harén de 300 concubinas.
Después de la invasión mongola de la Rus de Kiev, no aparece otra vez mencionado hasta 1523. En el siglo XX, Výshgorod creció considerablemente, al construirse la  central hidroeléctrica de Kiev y fue nombrada como ciudad en 1968.
En 1934-37 y 1947, se excavaron los restos arqueológicos de la ciudad medieval. El descubrimiento más importante, fueron los cimientos de la  Iglesia de St. Basilio, construida por Vladímir el Grande y nombrado después su patrón. Fue una de las iglesias  más grande en Rus de Kiev. Antes de la invasión mongola, la iglesia albergó las reliquias de los primeros santos eslavos, Borís y Gleb, pero su destino posterior se desconoce. El viejo monasterio cosaco Mezhyhirskyi, estuvo en las afueras de la ciudad.

## Industria
Actualmente, hay más de 1500 empresas  en Výshgorod, siendo la más importantes, la Central Hidroeléctrica y una fábrica de materiales de construcción propiedad de  Henkel.

## Transporte
Výshgorod está conectada a Kiev por carreteras. 

## Cultura
En el centro de la ciudad alberga el centro de Cerámica, el museo Histórico, la Casa de Kliukva, Monumentos a los internacionalistas, Monumento a las víctimas de Holodomor, Monumento a los héroes de Chernóbyl, Monumento a los Santos Borís y Gleb.

## Deportes
En 2011, Výshgorod fue la primera ciudad ucraniana  anfitriona el del Campeonato Mundial F1 de Powerboat [cita requerida]

## Ciudades hermanadas
Výshgorod está hermanada con las siguientes ciudades:
- Sens, Francia
- Lörrach, Loerrach
- Eichenau, Alemania
- Delčevo, Macedonia del Norte
- Rakvere, Estonia
- Wyszków, Polonia